# Kremlin Cup 2011
Der Kremlin Cup 2011 war ein Tennisturnier der WTA Tour 2011 für Damen und ein Tennisturnier der ATP World Tour 2011 für Herren im Olimpijski in Moskau und fand zeitgleich vom 17. bis 23. Oktober 2011 statt.
Titelverteidiger im Einzel war Viktor Troicki bei den Herren sowie Wiktoryja Asaranka bei den Damen. Im Herrendoppel die Paarung Igor Kunizyn und Dmitri Tursunow, im Damendoppel die Paarung Gisela Dulko und Flavia Pennetta die Titelverteidiger.

## Herrenturnier
→ Hauptartikel: Kremlin Cup 2011/Herren
→ Qualifikation: Kremlin Cup 2011/Herren/Qualifikation

## Damenturnier
→ Hauptartikel: Kremlin Cup 2011/Damen
→ Qualifikation: Kremlin Cup 2011/Damen/Qualifikation